# Kaštelir
 Kaštelir  (olaszul:  Castellier) falu Horvátországban, Isztria megyében. Közigazgatásilag Kaštelir-Labinci községhez tartozik.

## Fekvése
Az Isztria középnyugati részén, Porečtől 10 km-re északkeletre, a Poreč-Vižinada út mentén fekszik.

## Története
A római korban Kaštelir területe Parentium (a mai Poreč) kolóniájához tartozott. Itt haladt át a Via Flavia nevű hadiút, mely Trieszt irányából a Mirna völgyén át Poreč és Póla felé vezetett. Előbb bizánci, majd frank uralom alatt állt. 929-ben a poreči püspökség birtoka lett és attól fogva gyakran változtak az urai. A 10. században épült fel az a vár, melyről az egész település a nevét kapta és mai címerében is ezt ábrázolják. Kaštelirt 983-ban II. Ottó német-római császár oklevele "Castellione" néven említi először a poreči püspökség birtoként. A püspökség 1171-ig volt a birtokosa, ekkor Meinhard von Eppenstein görzi gróf és a Schwarzenburg család hűbérbirtoka lett. 14. században a Velencei Köztársaság fennhatósága alá került. A folyamatos háborúk és járványok következtében lakossága nagyrészt kipusztult. A kipusztult lakosság helyére a velencei hatóságok Dalmáciából a török hódítás elől menekült horvátokat telepítettek. Ekkor kezdődött az a népességgyarapodás,  mely a 18. és a 19. században is folytatódott. Ekkor jött létre számos környező kis település (Babići, Tadini, Krančići, Valentići, Kovači, Brnobići, Roškići, Deklići, Mekiši és Rojci). A Višnjan felé vezető úton házak sora épült fel, így Kaštelir összért a szomszédos Labincival. 1797 a Velencei Köztársaság bukása után az Isztria francia, majd osztrák kézre került. 1857-ben 643, 1910-ben 476 lakosa volt. 1896-ban pedig itt nyílt meg a félsziget egyik első horvát iskolája. 1908-ban a régi helyén felépült a kašteliri új plébániatemplom. 1909-ben a településen horvát fúvószenekar alakult. Az első világháború után a rapallói szerződés értelmében Isztria az Olasz Királysághoz került. A második világháború után Jugoszlávia része lett. A település Jugoszlávia felbomlása után 1991-ben a független Horvátország része lett. 1997-ben megalakult Kaštelir-Labinci község, melyet a két település földrajzi közelsége, közös történelmi múltja és szoros családi kötődései indokoltak. 2011-ben 319 lakosa volt. Lakói  főként mezőgazdasággal, ezen belül szőlőműveléssel, olajbogyó termesztéssel és állattartással foglalkoznak.

## Nevezetességei
- Szent Kozma és Damján tiszteletére szentelt háromhajós plébániatemploma 1908-ban épült, 30 méter magas harangtornyát 1869-ben építették.
- Szent Rókus tiszteletére szentelt temetőkápolnája 1856-ban épült.
- A Kaštelirből Labincibe menő út mellett áll a régi plébániatemplom, freskóit a 15. század elején festették.

## Lakosság
| Lakosság változása | Lakosság változása | Lakosság változása | Lakosság változása | Lakosság változása | Lakosság változása | Lakosság változása | Lakosság változása | Lakosság változása | Lakosság változása | Lakosság változása | Lakosság változása | Lakosság változása | Lakosság változása | Lakosság változása | Lakosság változása |
| ------------------ | ------------------ | ------------------ | ------------------ | ------------------ | ------------------ | ------------------ | ------------------ | ------------------ | ------------------ | ------------------ | ------------------ | ------------------ | ------------------ | ------------------ | ------------------ |
| 1857               | 1869               | 1880               | 1890               | 1900               | 1910               | 1921               | 1931               | 1948               | 1953               | 1961               | 1971               | 1981               | 1991               | 2001               | 2011               |
| 643                | 709                | 442                | 368                | 394                | 476                | 1313               | 1480               | 434                | 370                | 324                | 268                | 300                | 295                | 283                | 319                |